# یوبیچ (چاچاک)
یوبیچ (به صربی: Ljubić) یک منطقهٔ مسکونی در صربستان است که در چاچاک واقع شده‌است. یوبیچ ۲٫۲۵ کیلومتر مربع مساحت و ۶۱ نفر جمعیت دارد و ۲۲۴ متر بالاتر از سطح دریا واقع شده‌است.